# Гдынский троллейбус
Гдынский троллейбус — одна из трёх функционирующих троллейбусных систем в Польше (наряду с Люблином и Тыхы). Гдыньская сеть включает в себя Сопот. В Гдыне и Сопоте только одна фирма предоставляет троллейбусные транспортные услуги — Гдынская троллейбусная транспортная сеть, действующая по поручению управления городского транспорта. Гдынские троллейбусы оказывают около 30 % от всех транспортных услуг ЗКМ Гдыни. Троллейбусы ежегодно проезжают около 4 млн км. и перевозят около 350 млн пассажиров.

## ПКТ в Гдыни

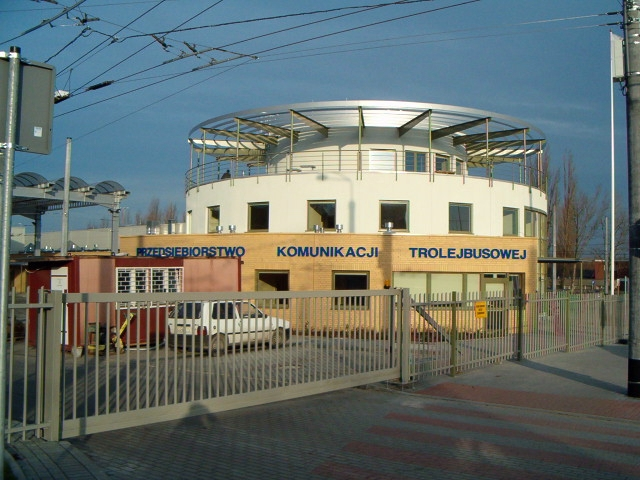
ГТС в Гдынском троллейбусным депо

Гдынская троллейбусная транспортная сеть является единственным поставщиком троллейбусных транспортных услуг в Гдыне. 1 января 1998 года была отделена от Управления городского транспорта. В нём работает около 340 работников. В ГТС имеется четыре профсоюза. Представительным органом ГТС является совет, председателем которого является Петр Малолепший (Piotr Małolepszy). Штаб-квартира находится по адресу ul. Oksywska 1 в Гдыне.

### Департаменты
Компания состоит из четырёх департаментов:
Департамент дорожного движения
Занимается управлением движением и направлением по заказу управления городского транспорта. В департаменте работает более 230 сотрудников (водители, диспетчеры), из которых около 90 являются женщинами. Выполняет свои задачи посредством:
- ориентирования транспортных средств для отдельных задач,
- организации водителей — каждый троллейбус управляется 2 или 3 водителями, работающими посменно,
- контроля качества услуги,
- проведения мелкого ремонта подвижного состава.

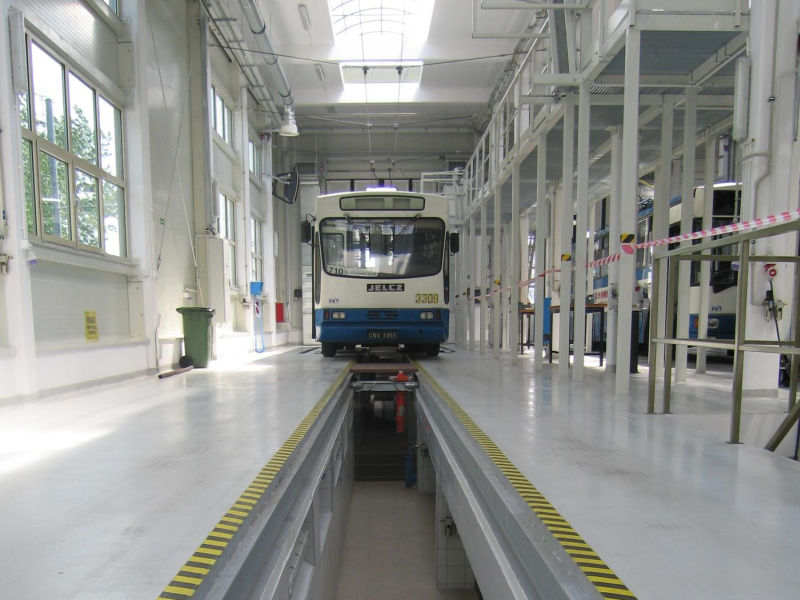
Jelcz 120ME в мастерской ГТС

Департамент обслуживания подвижного состава
Департамент обслуживания состоит из трех основных задач:
- ежедневная эксплуатация транспортных средств — это основные ежедневные проверки целостности каждого из троллейбусов — особенно рулевого управления, тормозных систем и электропроводки,
- поддержка транспортных средств — то есть, периодическая проверка технического состояния транспортных средств,
- ремонт подвижного состава.

Кроме того, этот департамент рапортует о любом происшествии в результате повседневной эксплуатации троллейбусов, машин аварийных служб и учета подвижных составов. В нём работает около 50 человек, в основном инженеры, электрики и плотники.
Департамент сети и подстанций

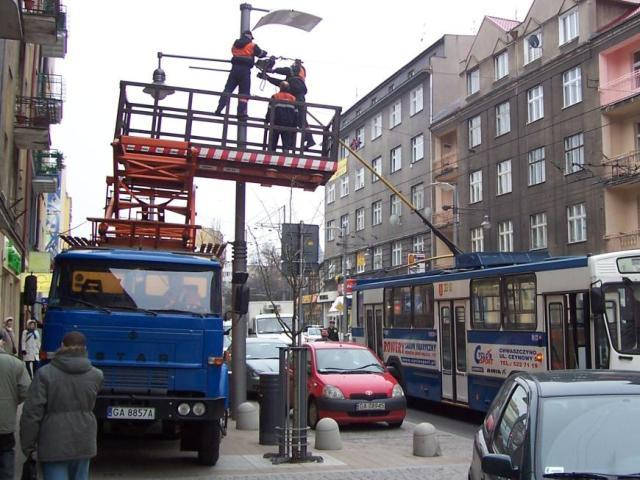
Аварийная машина Star 200

Бывшее министерство троллейбусных систем ВПК и ПКМ. Департамент сетей и подстанций обслуживает воздушные линии электропередачи. Состоит из различных элементов:
- экстренная служба — работает 24 часа в сутки, по 4 бригады, в случае необходимости, исправляет отказ работы сети,
- техническое обслуживание сети — в том числе модернизация элементов сети, осуществляется главным образом в ночное время,
- обслуживание сервисных станций — ремонт, обслуживание и мониторинг подстанций Гдыни,
- обслуживание силовых кабелей,
- проведение семинаров по ремонту элементов сети.

В нём работает около 25 человек: сотрудники экстренной службы, подстанций и мастерской.
Административный отдел

## История
Идея создания троллейбусной системы возникла у властей города Гдыни ещё до начала Второй мировой войны. Несмотря на очень серьёзные планы, вместо троллейбусов в 1929 году решили запустить автобусную систему. Хотя автобусы были значительно дороги в эксплуатации.

### Взлёт троллейбусной системы
Вынужденную нехватку топлива добавила оккупация Гдыни немцами. 18 сентября 1943 года на улицы города вышел первый троллейбус, шедший по маршруту от Городского совета до железнодорожного вокзала Gdynia Chylonia. Троллейбусные линии обслуживало сначала десять троллейбусов типа Хеншель с электроснабжением АЭГ. Кузова всех транспортных средств выполнил «Гданьский вагонный завод». Обменённая серия имела нумерацию 201—210 и была приспособлена для транспортировки прицепов, которые также были собраны на «Гданьском вагонном заводе». Также постепенно вводили подвижные составы из оккупированных стран. Это были два вагона ЯТБ из Киевa, Альфа Ромео, Фиат Брэда и Таллеро из Милана и Рима. Во время нападения на советские войска в Гдыне в 1945 году троллейбусы были использованы как элементы баррикад.

### Послевоенный кризис
После войны группа людей, которые взяли на себя трудную задачу восстановления общественных троллейбусов, состояла лишь из небольшой части из специалистов, которые ранее работали в троллейбусной промышленности. Большая часть познакомились с троллейбусами впервые, имея лишь благие намерения и энтузиазм к работе. Компания организовала сбор обломков троллейбусов в городе и окрестностях. Их доставили в депо и начали восстановление.

### Реактивация линии
19 марта 1946 года была открыта троллейбусная линия на участке от депо на ul. Derdowskiego до городского совета. На этой линии курсировали три первых восстановленных троллейбуса типа Хеншель. Следующим этапом расширения сети было продолжение её до Орлово (Orłowo) как линия под номером 11, после начали поочерёдно запускать троллейбусы типа Хеншель и троллейбусы Альфа Ромео и Фиат Брэда, побеждая ряд технических трудностей. В дополнение к подвижному составу, оставшемуся после оккупации, стянули из МЗК Ольштын три троллейбуса типа Хеншель 01 и одного типа Бюссинг, которые после ремонта передали в эксплуатацию.
2 октября 1946 г. запустили троллейбусную линию Кашубская площадь — Хылёня (plac Kaszubski - Chylonia). Одновременно была запущена станция Grabówek с мощностью 720 КВ.  
Под конец 1947 года было 24 транспортных средства и 3 прицепа. Это позволило протянуть линию от Орлово (Orłowo) до Сопота.  
В 1949 году после заключения соглашения с МПК Вроцлав в Гдыню было отправлено 8 троллейбусов типа Таллеро, оставленные немцами и не работающие. Два троллейбуса из этой самой серии находились в Гдыне, также сохранившиеся после оккупации и управляемые экипажем из Гдыни в 1948 году. Принятые из Вроцлава троллейбусы после окончания ремонта в 1950 году были запущены в эксплуатацию. Им были присвоены номера 230—237, и они были запущены на линии Сопот и Chylonia.  
22 августа 1949 года была запущена новая троллейбусная линия в район Малый Кацк (Mały Kack), которая получила номер 23. В обслуживание этой линии в первый раз были запущены троллейбусы французского производства типа Ветра в количестве 13 штук. Получили они номера 300—312.  
29 октября 1949 года была запущена новая троллейбусная линия до района Oksywie (петля у штаб-квартиры ВМФ), которая получила номер 24.  
5 ноября 1950 года была продолжена троллейбусная сеть из Хылёни (Chylonia) до Тисово (Cisowa), запущена линия Кашубская площадь — Тисово под номером 25. Существующая линия на ул. Силезской (ul. Śląska) завершала троллейбусную петлю до Грабувека (Grabówek) как линия под номером 22. 
Под конец 1953 года было активно 5 троллейбусных линий.

### Унификация подвижного состава
Подвижной состав, после нескольких лет быстрого восстановления в 1946—1950 гг., в последующие годы претерпел прогрессивную гибель. На это повлияла доставка новых троллейбусов Ветра, а в последующие годы — чешских троллейбусов типа Škoda 8Tr, которые начали пополнять парк с 1957 года.
23 мая 1964 года была построена линия 24, новый отрезок — ветка ведущей от ул. Босманской (ul. Bosmańska) до района Облуже (Obłuże) на Старой Оксывской (Stara Oksywska) и оттуда до существующей петли у штаб-квартиры ВМФ. Эта линия получила номер 28. Тяговое усилие было монорельсовым и на Старой Оксывской находился разъезд. Петля линии № 24 была перемещена к Морской академии у железнодорожной станции «Оксывский порт Гдыни».

### Частичная ликвидация линии
В конце 1960-х годов начали общенациональную тенденцию к ликвидации троллейбусных систем в пользу автобусов. Причиной этой политики была, главным образом, низкая цена нефти по сравнению с ценой за электроэнергию. Были ликвидированы соединения от района Oksywie и верфи. 
В 1970 году подошла последняя партия чешских троллейбусов Škoda 9Tr в количестве 12 штук.
Под конец 1970 года у ВПК было 99 троллейбусов. В том году перевезли на троллейбусах 35 990 000 людей. 
С 1971 года наступил дефицит новых троллейбусов, в связи, в частности, в связи с непродлением контрактов с Чехословакией, и, прежде всего из-за тенденции министерства и IGK к ликвидации этого вида транспорта. Таким образом, в результате нехватки источников поставок троллейбусов, WPKGG на конференции «Института муниципального развития» предложили реализовывать прототип троллейбуса, основанного на автобусе Jelcz — Berliet PR110U и электрическую технику ЭЛТА в Лодзи. В качестве двигателя предлагалось использовать двигатель Skoda. Департамент не проявил интереса, а лишь осуществил возможность импортировать советские троллейбусы.
1 мая 1974 года «Автобусно-троллейбусный департамент» получил название «Автобусно-троллейбусное отделение в Гдыне».
В 1974 году в Гдыне существовали уже всего 4 троллейбусные линии. Для сравнения, в 1970 году функционировало 10 линий.

### Прототипы
В 1974—1976 годах было начато сотрудничество между ГТО, ВПКГГ и «Ельчаньским автомобильным заводом», в результате чего было собрано два прототипа троллейбусов, на основе кузова автобуса Jelcz PR110U. Согласно условиям контракта, монтаж электрооборудования был сделан WPKGG. Использовали троллейбусные двигатели Škoda и элементы типичного снабжения трамваев 105N. Был представлен ряд оригинальных решений, используя богатый опыт в эксплуатации троллейбусов. 
В октябре 1975 года ВПК получило первые два советских троллейбуса типа ЗиУ-9, которые были немедленно включены в эксплуатацию. 30 октября 1976 года были доставлены очередные советские троллейбусы ЗиУ-9 в количестве 20 штук. 
В результате своей собственной инициативы и в сотрудничестве с Техническим университетом Гданьска, был спроектирован и построен прототип троллейбуса контролируемый импульсами — новый по тем временам.

### Расширение сети

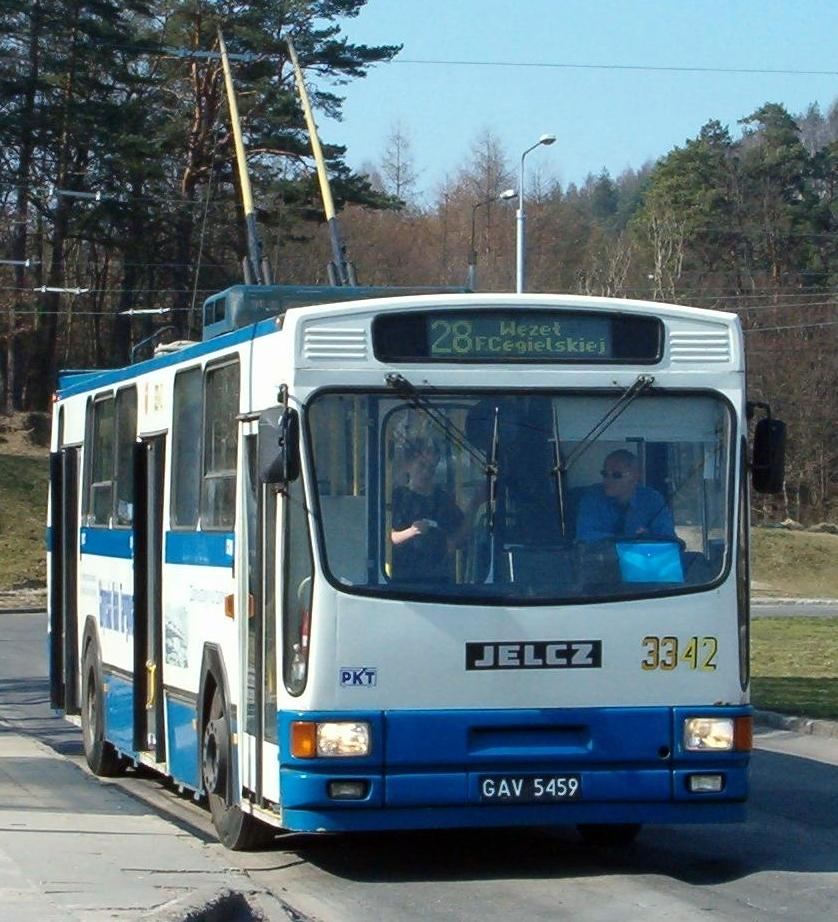
Самый старый линейный троллейбус в городе Гдыня — Jelcz PR110E 1988 года. Несмотря на время достаточно хорошо функционирует.

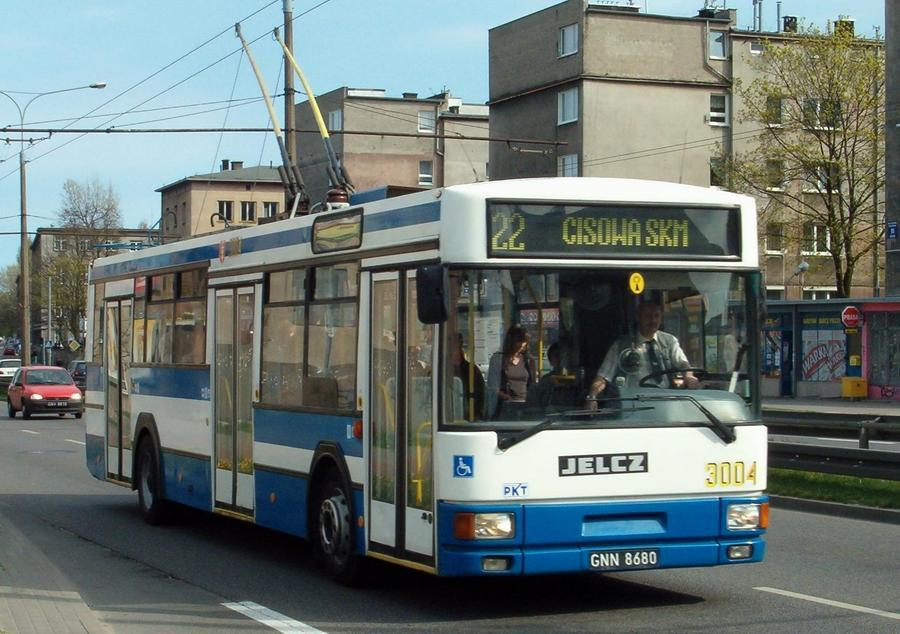
Единственный экземпляр Jelcza M121 в Гдыне, который был собран в количестве 3 штук. Другие в Каунасе и Люблине (там назван «ЭКО-БУС»).

В 1977 году троллейбусную сеть города улучшили, восстановив узел на перекрёстке улиц Купальская и 10 февраля, тем самым снизив процент аварийности. Кроме того, провели новый участок маршрута от улиц Jana z Kolna до площади Конституции и улицы Мигала. В следующем году начали подготовку к продолжению линии 23 до верфи Парижской Коммуны (Stocznia im. Komuny Paryskiej), ликвидированной на отрезке от площади Конституции до Верфи. Предпринимаются также позитивные решения для поддержания и модернизации троллейбусной сети дальше улицы Великопольская, продлив маршрут до Большого Кацка (Wielki Kack) (Полифарб). В 1975 — 1979 годах троллейбусы целиком возвратились на Гдыньские улицы. 
В 1980 году было начато строительство и монтаж собственного троллейбуса с кузовом автобуса Berliet. Разработали первые три троллейбуса, которые получили номера 10104 — 10106.
Под конец 1980 года у ВПК в Гдыне было 66 троллейбусов.
В 1981 году продолжалось дальнейшее производство вышеупомянутых троллейбусов, было разработано ещё 13 троллейбусов с номерами 10107-10119. В апреле 1982 года было завершено производство серии из 20 троллейбусов запуском последних 4 троллейбусов с инвентарными номерами 10120-10123.
Под конец 1988 года у ВПК в Гдыне было 94 троллейбуса.

### Новая компания

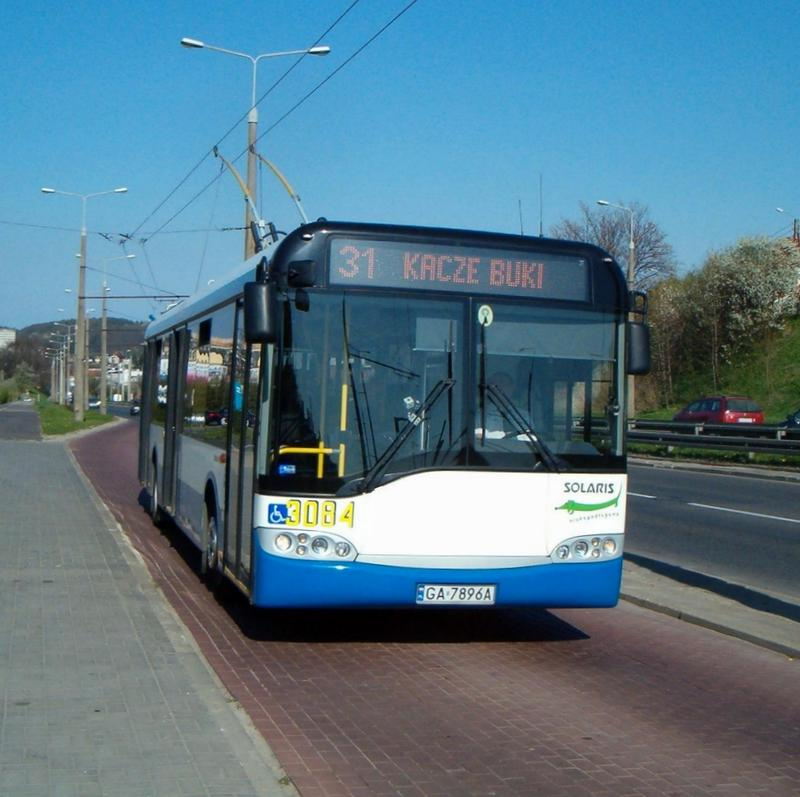
Гдынский Solaris Trollino 12AC, купленных на средства фонда.

В 1990-е годы в процессе экономических реформ в Польше у тогдашнего ВПК в Гдыне начались финансовые проблемы, в результате чего были запущены старые троллейбусы. В 1992 году была начата реструктуризация фирмы. Было создано «Управление городского транспорта», а в 1994 году, в результате ликвидации ВПК возникло «Управление автобусным и троллейбусным транспортом». В результате реорганизации значительно улучшилось транспортное сообщение. 
В 1995 году была запущена троллейбусная петля от Тисово к улице Овсяной, создав новую линию с номером 27, а изменение трассы линий 25 и 30 немного изменили общественное отношение к этому виду транспорта. 
В этом же году линии 22 и 27 были продолжены с Хылёни до Тисово (Cisowa). 6 мая 1996 году отдали в эксплуатацию троллейбусную сеть до Пустоты Чисовской, запустив тем самым линию 28, которая курсирует и сегодня. Одновременно удлинили линии 22 и 30 от площади Кашубского до площади Конституции, а линию 24 продолжили до Верфи как линию 23, тем самым убрав обозначение 24. Последующий рост троллейбусной сети вызвал в 1998 году появление «Управление троллейбусным транспортом». В момент возникновения управления троллейбусы имели не самое лучшее мнение среди жителей главным образом учитывая замедления движения в городе. Устарелые технические устройства двигались с многочисленными перерывами. Компания начала процесс обмена троллейбусов, модернизирования и расширение сети, что поспособствовало в ликвидации большинства ранних проблем (например улучшением условий движения является внедрение современных троллейбусов и радиоуправляемые выключатели). 6 декабря 1999 года была запущена линия 20, соединяющая площадь Кашубского с Тисово СКМ, и линия 27 - от Карвины «Евромаркет» до Тисово СКМ. В 2001 году была запущена петля у узла Франциска Цегельского.

### Польша в Евросоюзе
Вместе с входом Польши в Евросоюз появилась возможность получения финансовых средств на расширение и модернизацию троллейбусной сети и на покупку современных троллейбусов. Эти средства, главным образом предоставлены «Комплексной региональной рабочей программой», и были предназначены, в частности, для строительства нового депо в Лещинках (открыта 28 апреля 2007 года), доведения трасс до Домброва (линия 24 в петле Монетного двора — была открыта 19 декабря 2005 года) и Кац Буки до Домброва (петля Кац Буки продлившая линии 23 и 27, и подключившая новую линию 31 до Сопота — была открыта 7 августа 2006 года) и приобретения 11 низкопольных троллейбусов Solaris Trollino 12AC. Также планируется расширить узлы Франциска Цегельского до Фикакова (линия 29), а в долгосрочной перспективе ещё и Витомино. В связи с реконструкцией улицы Купальской изменения транспортной системы центра города, 14 января 2006 года закрыли первую петлю общественного транспорта в Гдыне, а недавно одну из петлей на площади Кашубского. 28 апреля 2007 года её заменили петли на улицах Войта Радткего, 3 мая и Яна с Кольна.

## Депо

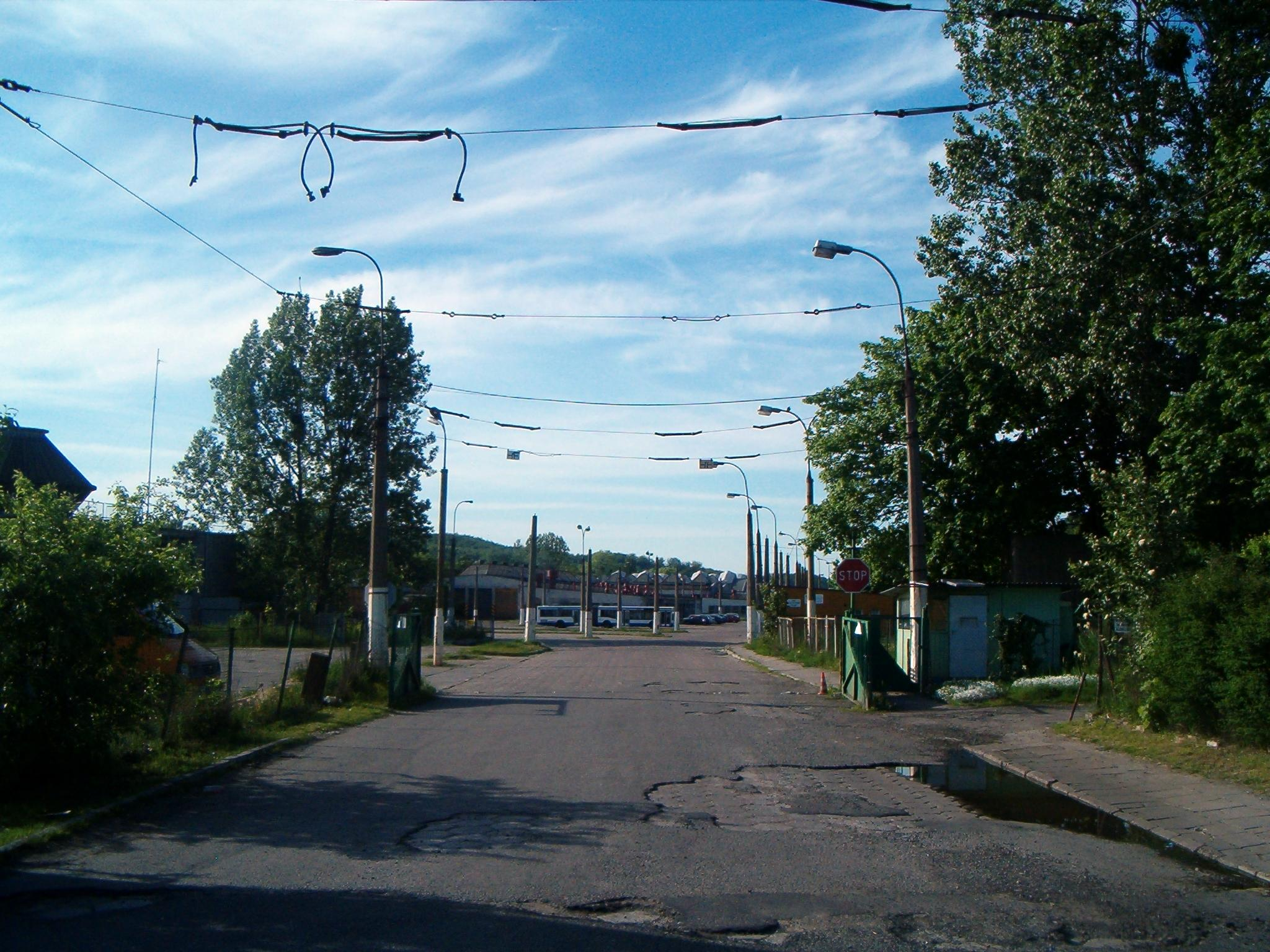
Въезд для прежнего троллейбусного депо в Рэдлове

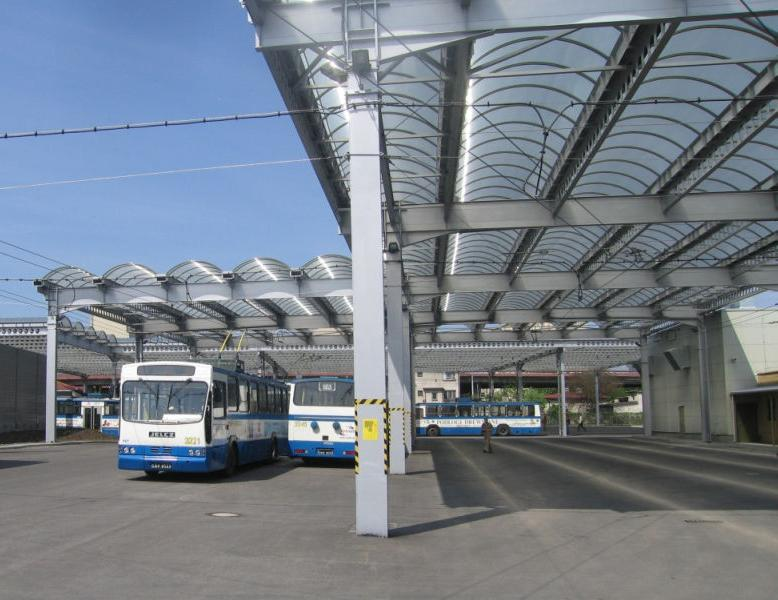
Новое троллейбусное депо ПКТА Гдыня в Лещинках

ЦентрПервые троллейбусные линии обслуживало депо локализованное у ул. Дэрдовскего в центре Гдыни. Через 2 года после окончания военных действий перестала функционировать.
РэдловоТроллейбусный обоз в Гдыне обслуживала построенная под конец лет тридцатых депо в Рэдлове, у Аллеи Победы. В летах 1939—1945 годов оккупант приспособил её в ремонты самолётов, а после войны занимали её Государственные Предприятия Автомобильные номера 6. В сентябре 1947 года эти предприятия г . передали для МЗКГГ депо у аль. Победы в Гдыне Рэдлове, куда переехал целый обоз и троллейбусные мастерские. В период 1956—1966 годов начали и продолжали строительство нового троллейбусный депо на смежной местности в существующее автобусно-троллейбусный депо. Предусмотренная была на 150 транспортных средств.
ЛещинкиДля нужд ПУНКТА построили и 28 апреля 2007 года отдать в эксплуатацию современную троллейбусный базу у уль. Поворот в Оксывя и Аббата Хацкего. Владеет она поставленной крышу стояночной площадью предназначенный для 90 троллейбусов. В мастеровых залах удалось выделить место на 2 пути служащие в ежедневное обслуживание транспортных средств, на конце которых находятся два современных поста мойки (имеет в т. закрытое вращение воды, функции мойки шасси и крыши). Кроме того ближе административной части локализованное очередное два пути (на 6 транспортных средств) горничные в больших ремонтов, ремонтов или перестройки троллейбусов. Большинство приспособленных постов в обслуживание транспортных средств с электрическим оснащением помещённым на крыше. Лаковый завод снабжённая в систему специальных фильтров препятствующих вытаскивание в задней части объекта находится себя также вредных союзов в атмосферы. Это депо заменило старую базу в Рэдлове, в месту которой возник Приморский Научно-технологический Парк.

## Подвижной состав

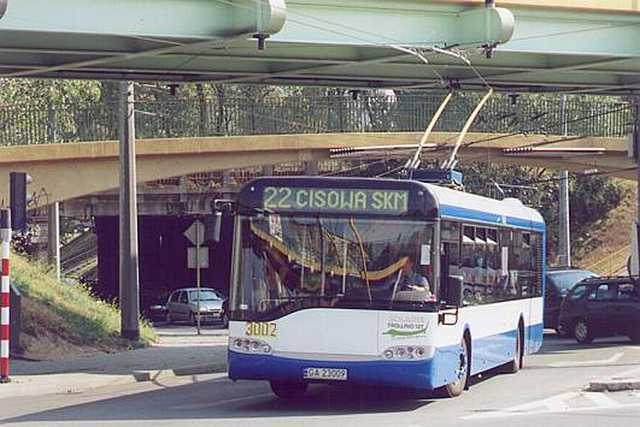
Второй низкопольный Solaris Trollino12T построенный в Гдыне

Основу подвижного состава троллейбусного парка в Гдыне составляют высокопольные машины марки Jelcz 120MT и низкопольные MB O405NE на базе кузова Мерседес. В рамках политики модернизации подвижного состава, Троллейбусное предприятие Гдыни регулярно закупает троллейбусы марки Солярис: изначально производимых в Гдыне Троллино 12Т, теперь 12АЦ с чешским двигателем. Кроме того, в собственных мастерских предприятие переоборудует купленные подержанные автобусы Мерседес О405Н, устанавливая в них электрическая тяга со списанных Ельч ПР110Э.
В Гдыне можно тоже временем увидеть исторический троллейбус Саурэр 4Т ИИЛьМ из 1957 года. Будит он некие споры, потому что транспортные средства этой марки в целой истории городской коммуникации в Гдыне никогда не ездили. Несмотря на того, что его историческая ценность в этом городе ограничена «гдыньский ретро троллейбус» он составляет немалое развлечение.
У гдыньских троллейбусов четырёхзначные номера, начинающееся с 3. Вторая цифра обозначает тип транспортного средства, где 0 обозначает низкопольный троллейбус, а 3 — высокопольный.
Раньше в Гдыне была трёхзначная нумерация городского общественного транспорта. Её изменили на рубеже 60-х и 70-х годов XX века на пятизначную. В трёхзначной системе у троллейбусов был диапазон нумерации с 300 до 399, а в пятизначной — 10xxx, 14xxx, 17xxx, 10xxx, 12xxx, а также WPK/Škoda SM11 с номером 52446.

## Данное статистическое

### Прежние троллейбусы

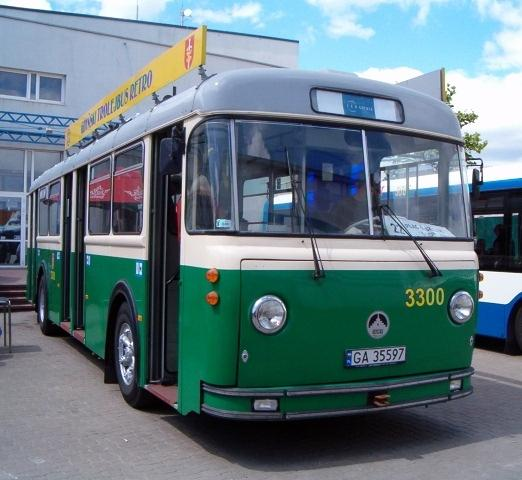
Исторический, швейцарский троллейбус Saurer 4IILM из 1957

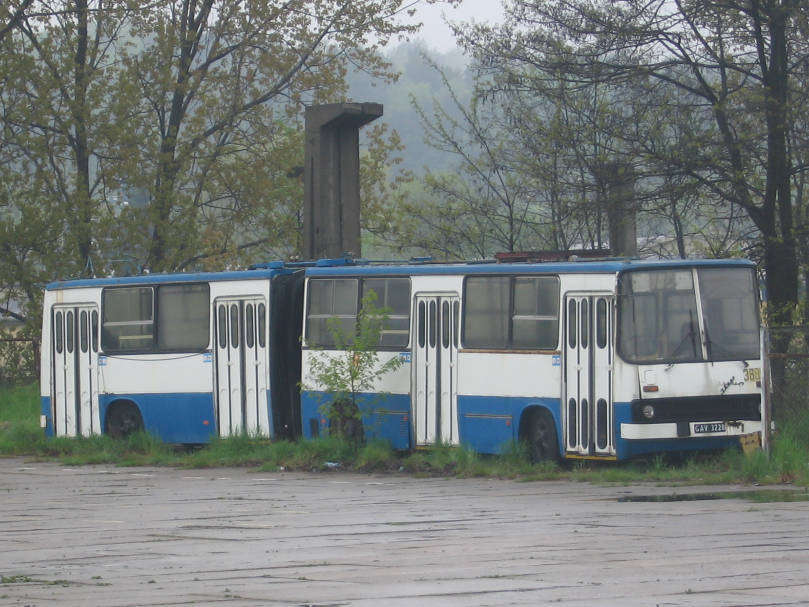
Ikarus 280E в депо в Рэдлове. После вывода его из употребления в результате недостатка фондов на ремонт троллейбус впал в немилость. Теперь во владении Люблинского Общества Экологической Коммуникации (не курсирует).

| Тип троллейбуса                      | Период эксплуатации |
| ------------------------------------ | ------------------- |
| Henschel/AEG/Gdańska Fabryka Wagonów | 1943—1960           |
| Henschel/Schumann/ Siemens typ 01    | 1944—1956           |
| Mercedes-Benz O-B/AEG                | 1947—1953           |
| Henschel/Kassbohrer/AEG              | 1947—1958           |
| ЯТБ-2                                | 1950—1953           |
| Fiat 672 F101/Breda/Veresina         | 1947—1958           |
| Alfa-Romeo/ Macchi-Marelli           | 1947—1958           |
| Fiat 672 F101/Tallero-Milano         | 1948—1958           |
| Bussing 400T/AEG                     | 1948—1958           |
| Bussing 900T/AEG                     | 1948—1957           |
| Vetra VBR4                           | 1949—1960           |
| Škoda 8Tr                            | 1958—1975           |
| Škoda 9Tr                            | 1962—1979           |
| Skoda SM11/WPK (Прототип)            | 1976—1979           |
| ЗиУ-9                                | 1975—1998           |
| Jelcz-Berliet PR100E (Прототип)      | 1977—1978           |
| Ikarus 280E                          | 1990—2001           |

### Современные троллейбусы

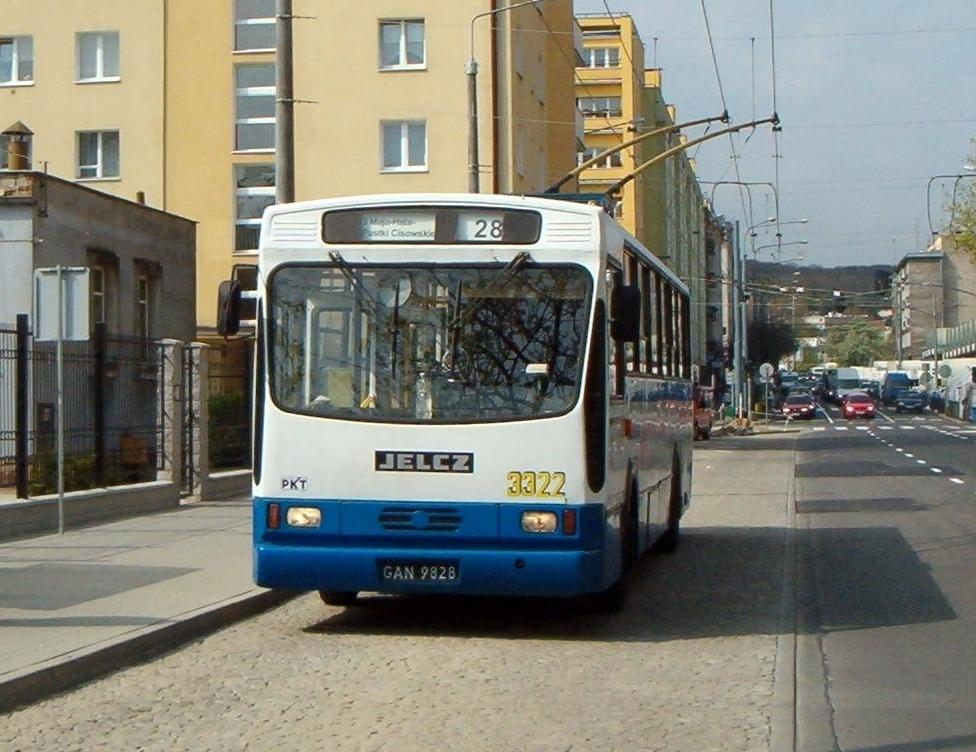
Jelcz 120ME из Гдыни. Существует много его изменений отличающих модификациями родом двигателя, управления, тяги, а даже видом.

| Тип Троллейбуса                        | Эксплуатация c                         | Количество |
| -------------------------------------- | -------------------------------------- | ---------- |
| Saurer 4IILM                           | 2003                                   | 1          |
| Jelcz 120MT                            | 1998                                   | 15         |
| Jelcz 120ME                            | 1994                                   | 1          |
| Jelcz M121E                            | 1999                                   | 1          |
| Solaris Trollino 12T (1 поколение)     | 2001                                   | 4          |
| Solaris Trollino 12AC                  | 2003                                   | 16         |
| Solaris Trollino 12M                   | 2009                                   | 21         |
| Mercedes-Benz O530AC                   | 2011                                   | 2          |
| MB O405NE                              | 2004                                   | 16         |
| MB O405N2E                             | 2007                                   | 5          |
| MB O405N2I                             | 2008                                   | 1          |
| MB O405N3E A3                          | 2008                                   | 1          |
| MB O405N2AC                            | 2009                                   | 5          |
| Все транспортные средства              | Все транспортные средства              | 87         |
| Доля низкопольных троллейбусов в парке | Доля низкопольных троллейбусов в парке | 86,1 %     |